# Аден
А̀ден (на арабски: عدن) е град в Йемен, негова бивша столица. Важно транзитно пристанище на Арабско море. Има летище от международно значение на 9,7 km от града. Развити са нефтената, кораборемонтната и цигарената промишленост. Градът е основан пр.н.е.